# Pedro Damián (producer)
Pedro Damián (Mexikóváros, 1952. november 29. –) mexikói producer, rendező és színész.

## Élete
Pedro Damián 1952. november 29-én született Mexikóvárosban. 1999-ben elkészítette az Amor gitano című telenovellát Mariana Seoane és Mauricio Islas főszereplésével. 2000-ben elkészítette az Első szerelem című sorozatot. 2004-ben a nagysikerű Rebelde című sorozatot készítette el. A sorozat 440 részes lett.
Lányai Alexa és Andrea szintén színészek. Feleségül vette Vicky Díazt. Ikreik születtek: Roberta és Damián.

## Színészként

### Filmek
- Amar (2008) - Amado
- Cansada de besar sapos (2006) Juan
- Amar te duele (2002)
- Showtime (2002) - Caesar Vargas
- Collateral Damage (2002) - River Rat
- The warden of Red Rock (2001) - Billy
- Gringo viejo (film) (1989) - Capitán Ovando
- Los confines (1987) Pedro
- Mundo mágico (1983)
- Caboblanco (1980) - Eduardo
- Mojado Power (1979) Nicolas Perez Pañacios
- Eagle's Wing (1979) - José
- Anacrusa (1979) adomari
- La mujer perfecta (1977) - Pablo
- Ronda revolucionaria (1976)
- The return of a man called Horse (1976)
- Un Amor extraño (1975) Jaime
- Los 7 pecados capitales (1975)
- La isla de los hombres solos (1974)
- Los cachorros (1971)

### Televízió
- S.O.S: Sexo y Otros Secretos (2007) - Genaro
- Rebelde
- Clase 406 (2003) - Vargas
- El vuelo del águila (1994) - José María Pino Suárez
- Monte calvario (1986) - Alfonso
- Juegos del destino (1985) - Javier
- Bianca Vidal (1983) - Gustavo
- Cachún cachún ra ra! (1981) - Profesor Buenrostro
- Ángel Guerra (1979)
- Humillados y ofendidos (1977)
- Mundo de juguete (1974)
- Mi rival (1973) - Daniel
- Me llaman Martina Sola (1972)
- El amor tiene cara de mujer (1971) - Aníbal

## Producerként

### Mint vezető producer
- Álmodj velem! (2016)
- Fiorella (Muchacha Italiana viene a casarse) (2014)
- Miss XV (2012)
- Niña de mi corazón (2010)
- Verano de amor (2009)
- Lola, érase una vez (2007)
- Rebelde (2004-2006)
- Clase 406 (2002-2003)
- Első szerelem (Primer amor... a mil por hora) & Primer amor... 3 años después (2000)
- Amor gitano (1999)
- Preciosa (1998)
- Mi pequeña traviesa (1997)
- Si Dios me quita la vida (első rész) (1995)
- Prisionera de amor (1994)
- Ángeles sin paraíso (1992)
- El abuelo y yo (1992)

### Sorozatok
- RBD: La familia (2007)
- Adicción R (2005)
- RBD: Qué hay detrás (2005)
- RBD: El fenómeno (2005)

## Rendezőként
- Fiorella (Muchacha Italiana viene a casarse) (2014)
- Miss XV (2012)
- Amor gitano (1999)
- Preciosa (1998)
- Mi pequeña traviesa (1997)
- Los hijos de nadie (1997)
- Luz Clarita (1996)
- Prisionera de amor (második rész) (1994)
- Carrusel (1989)
- Pasión y poder (1988)
- Quinceañera (1987)
- Pobre señorita Limantour (1987)
- Pobre juventud (1986)
- Vivir un poco (második rész) (1985)
- Principessa (első rész) (1984)
- La fiera (1983)
- Chispita (második rész) (1982)